# 克魯格利克 (基輔-斯維亞托申區)
50°18′11″N 30°27′0″E / 50.30306°N 30.45000°E
克魯赫利克（烏克蘭語：Круглик）是位於烏克蘭北部的村莊，由基辅州奧布希夫區的霍多西夫卡市鎮負責管轄。該村始建於1699年，面積1.73平方公里，海拔高度115米，2001年人口325。